# Diego Enriquez de Castro
Don Diego Enriquez de Castro, baron d'Etterbeek, fut un aristocrate espagnol, conseiller à la Chambre des Comptes et au Conseil de Guerre dès 1653, ainsi que trésorier général (Pagador) des armées des Pays-Bas espagnols.
Il reçut en 1673 la baronnie d'Etterbeek, spécialement créée pour lui par son oncle, le jeune roi Charles II d'Espagne afin de le récompenser des services rendus,,,. Le territoire d'Etterbeek faisait partie en 1673, des Pays-Bas espagnols et est maintenant au XXIe siècle une des 19 communes de la Région de Bruxelles-capitale en Belgique.
Sa demeure - la Baronnie -  située Chaussée Saint-Pierre, datant de 1680, est la plus ancienne demeure actuellement conservée de la commune d'Etterbeek,.
La famille de Castro est une famille noble originaire de la péninsule ibérique et dont les origines remontent au Moyen Âge. Le dernier de ses descendants vendit Etterbeek en 1767 à Pierre Cludts et elle devint alors une baronnie indépendante avec son propre maïeur et ses échevins.
En 1912, son nom fut donné à une rue d'Etterbeek : la rue Baron de Castro.

## Sources
- Trophées tant sacrés que profanes du duché de Brabant, Christophe Butkens, Éd. Chrétien Van Lom, La Haye, 1726.